# Karl Christian Friedrich Krause

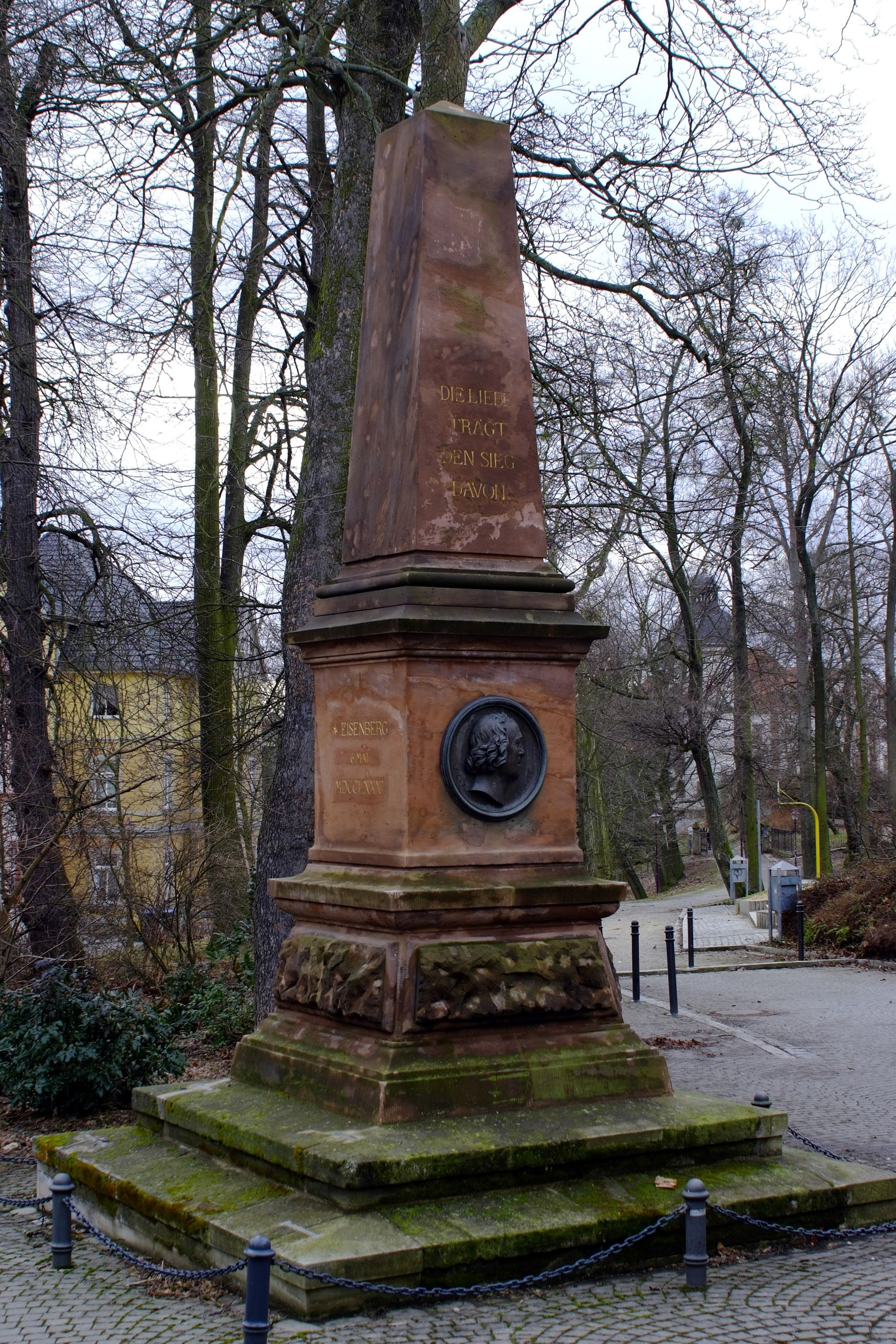
Emlékműve szülővárosában, Eisenbergben a Krauseplatzon

Karl Christian Friedrich Krause (Eisenberg, 1781. május 6. – München, 1832. szeptember 27.) német filozófus.

## Élete
A Jénai Egyetemen tanult teológiát, de azonkívül matematikát és Fichte és Schelling mellett filozófiát is; ugyanott habilitáltatta magát magántanárnak 1802-ben. 1806-ban Drezdában szabadkőműves lett, és a szabadkőművességben látta az emberiség szövetségének továbbfejlesztő csíráját. De a szabadkőművesség titkolózásai ellen polemizálván, a páholy kizárta. Fichte halála után 1814-ben Berlinben lett magántanár, de hiába folyamodott tanárságért. 1816-ban visszatért Drezdába, itt kikelt két művében a német filozófiai műnyelv ellen és maga csinált magának műszókat. Sok hányattatás után Göttingenbe került, ahol 1824-ben magántanár lett. Itt sem adnak neki rendes tanárságot. 1831-ben Münchenbe költözött és ott akarta magát habilitáltatni. De a rendőrség varázslat (!) miatt vizsgálatot indított ellene, és amikor eme nevetséges vádat elejtették és a müncheni egyetem tanárai kedvezően nyilatkoztak tanárrá kinevezése mellett, Schelling akadályozza meg a kinevezést. Nem is vehette volna hasznát, egy év múlva meghalt. 
Krause külön filozófiai rendszer megalapítója, melynek főleg Belgiumban, Spanyolországban és Dél-Amerikában akadtak követői. Legnevezetesebb tanítványai Ahrens, Tiberghien nevezetes logikus, Lindemann, Altmeyer Bouchetté, Duprat, Leonhardi, Mönnich, Oppermann, Röder, Schliephake, a spanyol del Rio J. S., akinek sok társa Spanyolországban hirdeti Krause filozófiáját és támadja a jezsuitákat. A híres pedagógus Fröbel is Krause hatása alatt állott. Krause a Kant indította fejlődésnek, Fichte, Schelling és Hegel mellett, egyik önálló tagja rendszerét panenteizmusnak nevezi. Részint ő, részint tanítványai a filozófia egész rendszerét dolgozták fel, és főleg a társadalom problémáinak fejtegetésére fordítottak nagy gondot. Előadásait, hátrahagyott iratait kiadták Leonhardi Leutbeche és mások 1834 és 1848 között.

## Főbb művei
- Abriss des Systems der Logik als phil. Wissenschaft (1828)
- Vorlesungen über das System der Philosophie (1828, 2 kiad., 1869)
- Abriss des Systems der Philogophie des Rechts (1828)
- Vorlesungen über die Grundwahrheiten d. Wissenschaft (1829)
- System der Rechtsphilosophie (kiadta Röder, 1874)
- Vorlesungen über Aesthetik (1882)
- System der Aesthetik (1882)
- Vorlesungen über synthetische Logik (1884)
- Einleitung in die Wissenschaftslehre (1885)
- Vorlesungen über angewandte Phil. der Geschichte (1885)
- Abriss des Systems der Phi. (1886)
- Grundriss der Gesch. d. Phil (1887, kiadták Hohlfeld és Wünsche)

## Magyarul
- Johann Gottlieb Fichte: Tudománytan nova methodo. Karl Christian Friedrich Krause jegyzetei alapján, 1798/1799; ford. Weiss János; Jelenkor, Pécs, 2002 (Zétémata)